# Lista de aeroportos do Rio Grande do Sul
Esta é uma lista de aeroportos do Rio Grande do Sul, em ordem alfabética, constando o nome oficial do aeroporto, o código IATA e/ou o código ICAO e o município onde este aeroporto se encontra:
- Aeroporto Internacional Salgado Filho (POA/SBPA) - Porto Alegre
- Aeroporto Internacional Comandante Gustavo Kraemer (BGX/SBBG) - Bagé
- Aeroporto Internacional de Pelotas (PET/SBPK) - Pelotas
- Aeroporto Internacional Rubem Berta (URG/SBUG) - Uruguaiana
- Aeroporto Alegrete Novo (ALQ/SSLT) - Alegrete
- Aeroporto de Arroio Grande (SSAE) - Arroio Grande
- Aeroclube de Bagé (BGX/SSCE) - Bagé
- Aeroporto de Belém Novo (SSBN) - Porto Alegre
- Aeroporto de Bom Jesus (SSBJ) - Bom Jesus
- Aeroporto de Caçapava do Sul (SSWS) - Caçapava do Sul
- Aeroporto de Saicã (SSCQ) - Cacequi
- Aeroporto de Cachoeira do Sul (QDB/SSKS) - Cachoeira do Sul
- Aeroporto de Campo Novo (SSKN) - Campo Novo
- Aeroporto de Canela (CEL/SSCN) - Canela
- Aeroporto de Canoas (SBCO) - Canoas
- Aeroporto de Capão da Canoa (SSKK) - Capão da Canoa
- Aeroporto de Carazinho (QRE/SSKZ) - Carazinho
- Aeroporto Regional de Caxias do Sul Hugo Cantergiani (CXJ/SBCX) - Caxias do Sul
- Aeroclube de Cruz Alta (SSAK) - Cruz Alta
- Aeroporto de Encruzilhada do Sul (SSES) - Encruzilhada do Sul
- Aeroporto de Erechim (ERM/SSER) - Erechim
- Aeroporto de Espumoso (SSEZ) - Espumoso
- Aeroporto de Estrela (SSEE)- Estrela
- Aeroporto de Frederico Westphalen (SSWF) - Frederico Westphalen
- Aeroporto de Garibaldi (SSGA) - Garibaldi
- Aeroporto de Guaporé (SSGR) - Guaporé
- Aeroporto de Horizontina (SSHZ) - Horizontina
- Aeroporto de Ibirubá (SSIR) - Ibirubá
- Aeroporto de Ijuí (SSIJ) - Ijuí
- Aeroporto de Itaqui (SSIQ) - Itaqui
- Aeroporto de Jaguarão (SSJR) - Jaguarão
- Aeroporto de Júlio de Castilhos (SSJK) - Júlio de Castilhos
- Aeroporto de Montenegro (QGF/SSNG) - Montenegro
- Aeroporto de Mostardas (SSMT) - Mostardas
- Aeroporto de Nonoai (SSNO) - Nonoai
- Aeroporto de Nova Prata (SSNP) - Nova Prata
- Aeroporto e Rodoviaria São Leo  (SSSL) - São leopoldo
- Aeroporto de Osório (SSOS) - Osório
- Aeroporto de Palmeira das Missões (SSPL) - Palmeira das Missões
- Aeroclube de Passo Fundo (SSAQ) - Passo Fundo
- Aeroporto Lauro Kurtz (PFB/SBPF) - Passo Fundo
- Aeroporto de Pelotas (SBPK) - Pelotas
- Aeroporto de Rio Grande (RIG/SBRG) - Rio Grande
- Aeroporto de Rio Pardo (SSRY) - Rio Pardo
- Aeroporto de Rosário do Sul (SSRZ) - Rosário do Sul
- Aeroporto Nova Jacuí (SSNJ) - Salto do Jacuí
- Aeroporto de Santa Cruz do Sul (CSU/SSSC) - Santa Cruz do Sul
- Aeroporto de Santa Maria (RIA/SBSM) - Santa Maria
- Aeroporto de Santa Rosa (SRA/SSZR) - Santa Rosa
- Aeroporto de Santa Vitória do Palmar (SSVP) - Santa Vitória do Palmar
- Aeroporto de Santana do Livramento (LVB/SSDM) - Santana do Livramento
- Aeroporto de Santiago (SSST) - Santiago
- Aeroporto de Santo Ângelo (GEL/SBNM) - Santo Ângelo
- Aeroporto de São Borja (SSSB) - São Borja
- Aeroporto de São Gabriel (SSSG) - São Gabriel
- Aeroporto de São Lourenço do Sul (SSRU) - São Lourenço do Sul
- Aeroporto de São Luiz Gonzaga (SSLG) - São Luiz Gonzaga
- Aeroporto de São Sepé (SSEP) - São Sepé
- Aeroporto de Sarandi (SSXD) - Sarandi
- Aeroporto de Sobradinho (SSBD) - Sobradinho
- Aeroporto de Soledade (SSSD) - Soledade
- Aeroporto de Torres (TSQ/SBTR) - Torres
- Aeroporto de Três Passos (SSTO) - Três Passos
- Aeroporto de Vacaria (SSVC) - Vacaria
- Aeroporto de Vacaria Novo (SNEE) - Vacaria
- Aeroporto de Venâncio Aires (SSWA) - Venâncio Aires
- Aeroporto de Veranópolis (SSVN) - Veranópolis